# Batanga (langue)
Pour les articles homonymes, voir Batanga.
 (avril 2015).
Si vous disposez d'ouvrages ou d'articles de référence ou si vous connaissez des sites web de qualité traitant du thème abordé ici, merci de compléter l'article en donnant les références utiles à sa vérifiabilité et en les liant à la section « Notes et références ».
 (avril 2015).
Cet article traite des dialectes batanga (ndowè). 

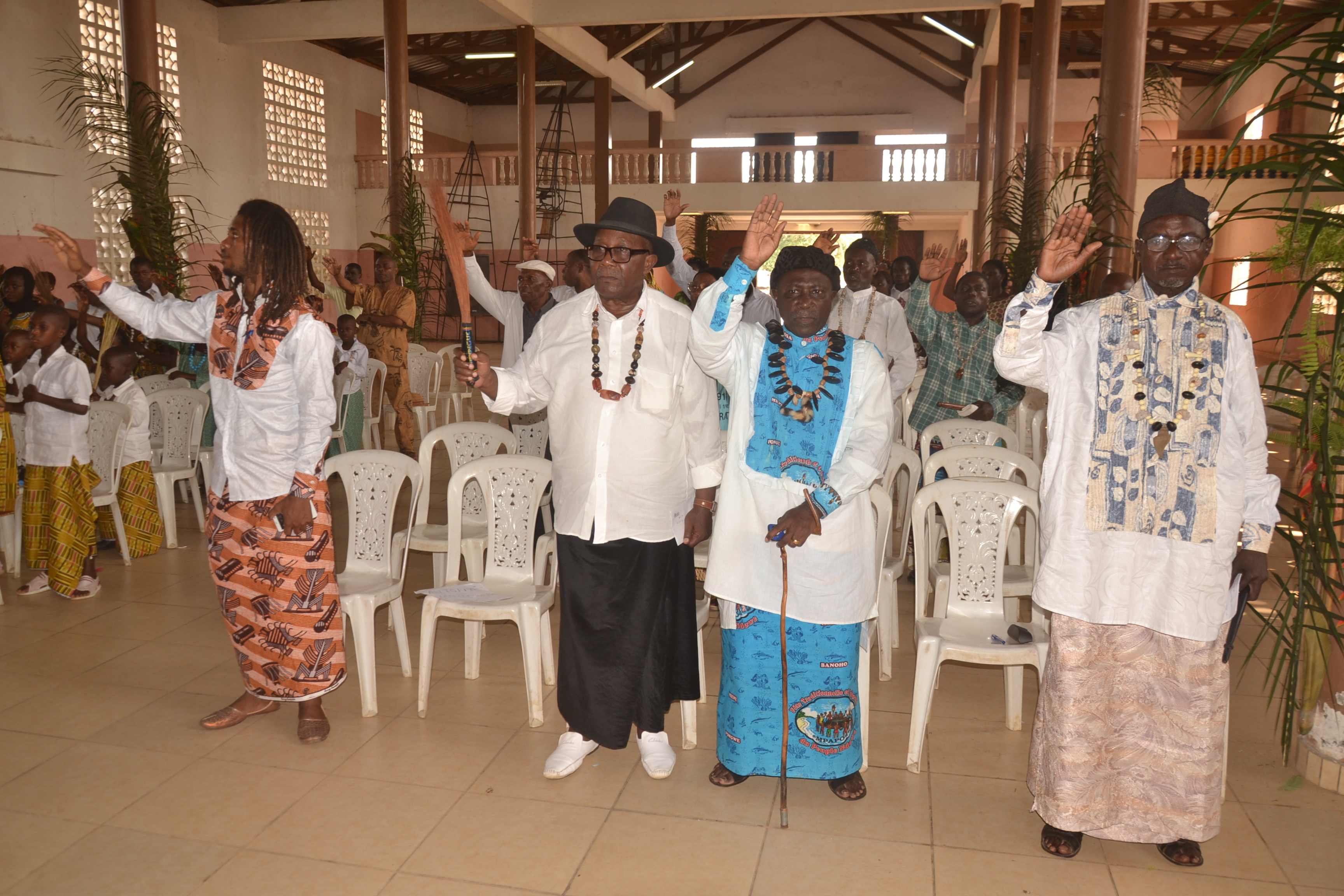
Hommes en tenue traditionnelle

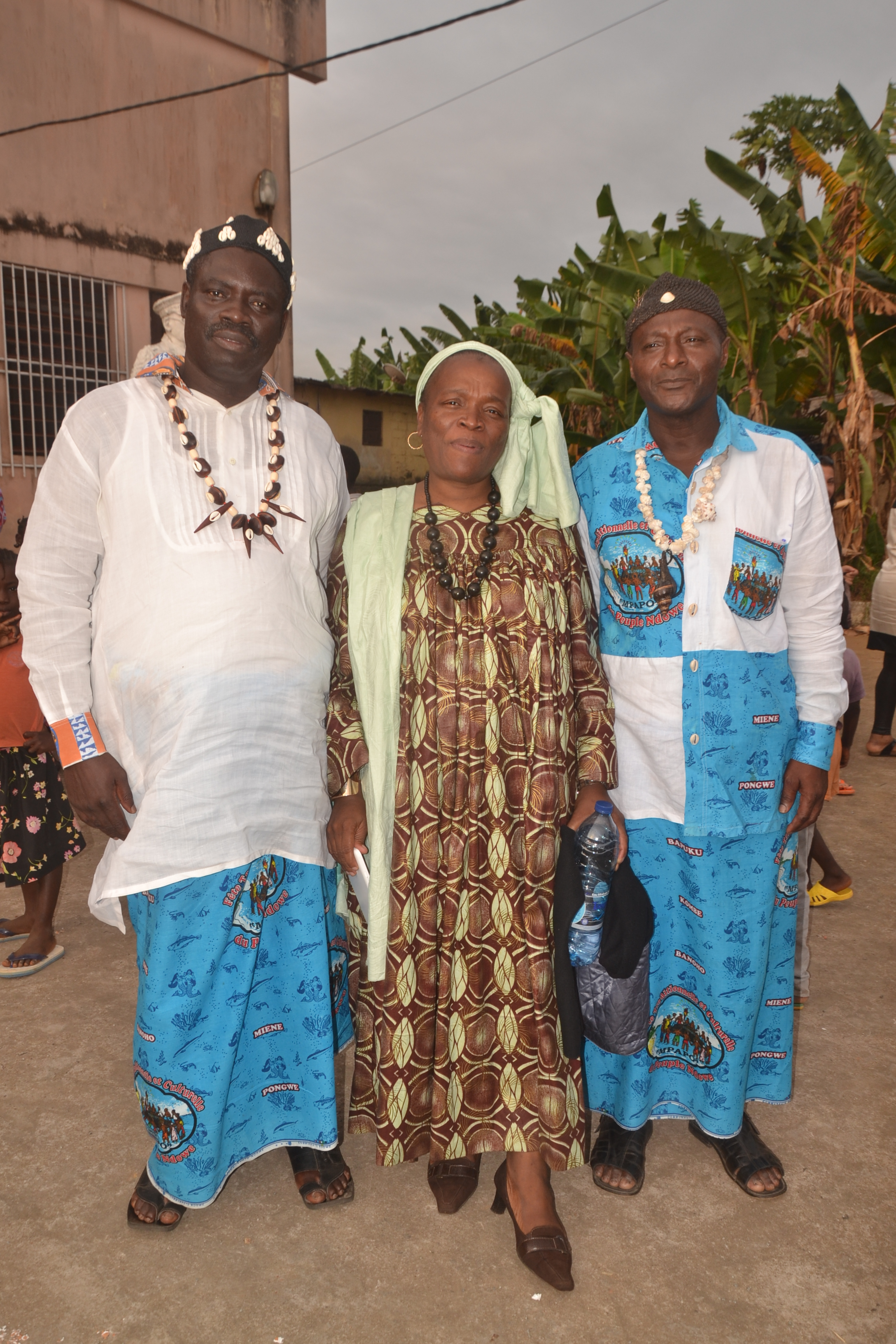
Hommes et femme en tenue traditionnelle

En Guinée équatoriale et au Gabon, les Batanga sont appelés ndowè qui signifie « ceux qui disent « iwε na éé » » pour dire « nous disons que » dans le but d'interpeller un auditeur. Les ndowè se divisent en deux sous-groupes :
- les Bomba (benga, bapuku, banôhô, lohongè et batanga) qui pour interpeller un auditeur disent « mba na éé ».
- les Bongwè (kombè, iyasa, eone, bohiko, mari) qui le font en disant « ngwε na éé ».

La consonne « s » en iyasa devient « r »  en kombè. Exemple : « vusέcέ » qui veut dire « attends ! » en iyasa devient « vurέcέ ».
Les Bapuku de Guinée-Équatoriale sont les bapuku ba manga. Ils sont voisins des Benga. Les Bapuku du Cameroun sont les bapuku ba ebóndo. Les Bapuku et Benga forment une sous-famille parmi les Bomba tandis que Banôhô et Batanga forment l'autre sous-famille conformément à leurs langues. Les Banôhô seraient originaires de la région du Bas-Nyong, plus précisément de Lôtè d'après leur tradition orale. D'ailleurs un village à l'embouchure du Nyong, Behondo, parle à l'accent près la même langue que les Banôhô.
Le lohongè qui est uniquement parlé à Lokoundjé est une langue en voie de disparition. Elle est actuellement parlée par moins de trente personnes. À quelques mots prêts, elle représenterait la langue Tanga sans influence des langues voisines.
Les langues banôhô-batanga-lohongè seraient filles des langues bapuku-benga.

## Origines
Les langues ndowè sont très proches des langues kota, duala, isuwu, limba, mboko, odi, pongo, kpe, londo, ôrôkô, etc. Ces langues présentent une étroite parenté avec les langues de la province de l’Équateur en République démocratique du Congo comme le lingala, le bobangi et le lingombé. Le kakô et le mbimô parlées dans les départements de la Kadey et de la Boumba et Ngoko à l’est du Kamerun relèveraient des mêmes liens avec les confins oubanguiens :
| kakɔ́           | batanga                      | français    |
| -------------- | ---------------------------- | ----------- |
| peng           | penge                        | blessure    |
| mpupό          | mpupέ                        | vent        |
| sángwε         | ángwε                        | père        |
| nyangwέ        | nyangwέ                      | mère        |
| náni           | náni                         | comment     |
| pundɔ (sortir) | ipúnda (sortir tôt le matin) | sortir      |
| ndεmbέ         | ndεmbέ                       | frère cadet |

Les gbaya à l’Est et dans l’Adamaoua utilisent le même préfixe « bo » comme les ndowè pour désigner le clan ainsi on trouve les noms des clans comme « bodante », « bodayi », etc. On pourra remarquer que les bangando de Moloundu qui sont parents des gbaya s’appellent « bongandό » c’est-à-dire « le clan du caiman » comme le dirait les ndowè pour dire « clan du caiman ». Tout ceci semblent indiquer que le batanga serait une langue qui viendrait des confins oubanguiens en passant par l’est du Cameroun.

## Classification
Les langues batanga appartiennent au groupe A de la sous-famille de langues bantoues stricte, du groupe de langue bantoïde sud de la famille des langues nigéro-congolaises.
Classification Guthrie : A.30 (Bube-Benga).

### Voyelles
| Fermé     | i | u |
| Mi-fermé  | e | o |
| Mi-ouvert | ɛ | ɔ |
| Ouvert    | a |   |

l L I
Les tons notés sont :
- le ton haut noté à l’aide de l’accent aigu : á
- le ton moyen noté à l’aide du macron : ā
- le ton bas est noté par la voyelle seule : a
- le ton montant noté à l’aide de l’accent antiflexe : ǎ
- le ton descendant noté à l’aide de l’accent circonflexe : â

### Consonnes
|     |     | valeur phonétique | exemples                                                                              |
| --- | --- | ----------------- | ------------------------------------------------------------------------------------- |
| a   | A   | [a]               | mbamba (serpent), mbámbá (grand-parent), ncǎngo (beaux-frères dans une même famille); |
| b   | B   | [ɓ]               | botemu (faiblesse)                                                                    |
| c   | C   | [tʃ]              | cɔci (église en tanga)                                                                |
| d   | D   | [ɗ]               | idango (source d’eau)                                                                 |
| e   | E   | [e]               | ikédenge (lièvre)                                                                     |
| ɛ   | Ɛ   | [ɛ]               | vɛ́ngɛ (aujourd’hui)                                                                   |
| g   | G   | [ɡ]               | gɔ́vina (gouvernement)                                                                 |
| h   | H   | [h]               | mehoni en tanga (chair)                                                               |
| i   | I   | [i]               | iyɔ́ni (honte)                                                                         |
| k   | K   | [k]               | kékélé (traverse)                                                                     |
| kp  | KP  | [kp]              | dié kpa en iyasa (jamais)                                                             |
| l   | L   | [l]               | melímɛ (un poisson de fleuve)                                                         |
| m   | M   | [m]               | mambo (les choses)                                                                    |
| mb  | MB  | [ᵐb]              | mbόso (récipient pour écoper)                                                         |
| mp  | MP  | [ᵐp]              | mpupɛ (vent)                                                                          |
| n   | N   | [n]               | inína (disparaître)                                                                   |
| nd  | ND  | [ⁿd]              | ndéngé (proue)                                                                        |
| ng  | NG  | [ᵑɡ]              | nganga (guérisseur)                                                                   |
| nk  | NK  | [ᵑk]              | nkόhό (sucre)                                                                         |
| ny  | NY  | [ɲ]               | nyánda (ongle)                                                                        |
| o   | O   | [o]               | moto (être humain), dibόngo (débarcadère)                                             |
| ɔ   | Ɔ   | [ɔ]               | ngɔbɔ́ (proverbe)                                                                      |
| p   | P   | [p]               | bopele (padouk)                                                                       |
| s   | S   | [s]               | sísako (citronnelle)                                                                  |
| t   | T   | [t]               | tɛtɛ (grand-père)                                                                     |
| u   | U   | [u]               | bulú (nuit), búdúbudu (turbulent)                                                     |
| v   | V   | [v]               | ivaha (chercher)                                                                      |
| w   | W   | [w]               | bewɔ́wɔ (disputes)                                                                     |
| y   | Y   | [j]               | iyíba (voler)                                                                         |
| ng’ | NG’ | /ŋ/               | ng’álo en noho, nkálo en puku (idiome)                                                |

Le batanga contient plusieurs consonnes occlusives prénasalisées :
| Consonnes       | ɓ  | ɗ  | ɡ  | p  | k  |
| --------------- | -- | -- | -- | -- | -- |
| Prénasalisation | ᵐb | ⁿd | ᵑɡ | ᵐp | ᵑk |

Quand le ɓ et le ɗ sont nasalisés, ils deviennent b et d.
Une particularité des langues ndowè est qu’elles ne tolèrent pas de terminaisons consonantiques. Ainsi les mots comme avion ou soupe seront toujours articulées « aviɔ́ŋi » ou « súpu ».

## Phonologie

### Harmonie vocalique
En batanga, comme aussi en lingala, les mots suivent un synharmonisme. La voyelle semi-fermée /o/ ne se trouve pas dans des mots contenant la voyelle semi-ouverte /ɔ/. Par exemple : dibɔ́ngɔ́ (genou) et dibóngo (débarcadère) existent mais * dibɔ́ngo et * dibongɔ́ n’existent pas.

### Prosodie
La pénultième syllabe des mots en Tanga est généralement accentuée, comme en italien et en swahili. Du fait du voisinage du limba et du koko, cet accent est moins ressenti dans la variante Tanga.

## Grammaire

### Les classes nominales
Le système de noms batanga est basé sur un ensemble de classes nominales organisées en paires singulier-pluriel, ou marquant des noms invariables, de noms collectifs ou de noms abstraits.
| n[ⁿ], mo/ba-  | (1/2)   |
| n[ⁿ], mu-/me- | (3/4)   |
| di-/ma-       | (5/6)   |
| e-/be-        | (7/8)   |
| n-/n-         | (9/10)  |
| vi-, i-/lo-   | (11/12) |
| bo-           | (13)    |
| va-           | (14)    |
| ό-            | (15)    |
| ná-           | (16)    |

Selon le grammairien Johannes Ittman les classes 3 et 4 « désignent des êtres vivants ou en mouvement ou remplis d’une force vitale animiste, par ex. des hommes envoutés, des esprits, des phénomènes naturels, … ». Il dit aussi que les classes 5 et 6 « désignent des choses allant de pair comme les yeux, les joues, les mains, les cuisses, les dents, les jumeaux, etc., et par suite des choses comportant un élément double, comme une échelle, une lance, un fourreau d’épée, une nageoire caudale, un ventre ; … ».
Exemple:
| classe | préfixe            | singulier | traduction         | pluriel            | traduction     |
| ------ | ------------------ | --------- | ------------------ | ------------------ | -------------- |
| 1, 2   | m-/mo-/n-, wa-/ba- | moto      | personne           | bato wato en iyasa | personnes      |
| 3, 4   | n-/ me-            | ndio      | grande marée       | medio              | grandes marées |
| 5, 6   | Ø/di-, ma-         | divíndí   | œil                | mavíndí            | nuages         |
| 7, 8   | e-, be-            | elimbí    | caisse             | belimbí            | caisses        |
| 9, 10  | Ø/n-, Ø/n-         | njuke     | souffrance         | njuke              | souffrances    |
| 11, 12 | i-/lo-             | inôni     | oiseau             | lonôni             | oiseaux        |
| 13     | bo-                | bonènè    | faiblesse          | –                  |                |
| 14     | va-                | vae       | terre              | _                  |                |
| 15     | ό                  | ό         | à                  |                    |                |
| 16     | ná-                | ná, nanè  | comme-çi, comme-ça | _                  |                |

### Classe nominale du mot«chien»en batanga
| Langue  | ce chien    | ces chiens   |
| ------- | ----------- | ------------ |
| noho    | mbɔ́ te ni   | mbɔ́ te yi    |
| npuku   | mbwá te ni  | mbwá te yi   |
| lohongè | imbwá te ni | imbwá te yi  |
| tanga   | imbwá te ni | lombwá te lo |
| limba   | nin imbɔ́    | lon lombɔ́    |
| duala   | nin mbɔ́     | yin mbɔ́      |

Ce mot appartient à la classe 9 au singulier 10 au pluriel qui n’admet pas de modification au pluriel cette classe a pour affixe ni au singulier et yi au pluriel. Le tanga et le limba se sont basés sur le « i » de imbwá pour le traiter comme un mot de la classe 11 où les mots au singulier commencent par « i » et font leur pluriel en « lo » classe 12 exemple inôni te vi (cet oiseau) au pluriel donnent lonɔni te lo (ces oiseaux). Il aurait fallu qu’on dît « imbwá te vi » pour qu’on ait au pluriel « lombwá te lo ». Donc « imbwá » ou « imbɔ́ » devrait rester invariable comme dans les autres langues. 

## Préfixes verbaux
| personne      | préfixe verbal(sujet) | exemple                 | traduction    |
| ------------- | --------------------- | ----------------------- | ------------- |
| 1 sg.         | na, i                 | na dipandi, i dipakandi | je frappe     |
| 2 sg.         | o-                    | o paekandi              | tu reçois     |
| 3 sg. animé   | a                     | a beakandi              | il parle      |
| 3 sg. inanimé | e                     | e ndi                   | c’est         |
| 1 pl.         | i                     | i dipakandi             | nous frappons |
| 2 pl.         | o                     | o nɔngɔnkɔndini         | vous prenez   |
| 3 pl. animé   | ba-                   | ba beakandi             | ils parlent   |
| 3 pl. inanimé | be/i                  | be/i ndi                | ce sont       |

### Infixes sémantiques
Il y a plusieurs infixes sémantiques en batanga. Ceux-ci permettent de modifier le sens des verbes, et parfois le mode ou le temps de conjugaison. Ils s’attachent directement à la suite de la racine du verbe, précédant ainsi la désinence. Par exemple le verbe idiba, « fermer », à la racine -diba (-dib- et la désinence -a) et sa forme réversive est dibua, « ouvrir », à la racine kokangola (-dib-, le réversif -u- et la désinence -a).
- -bε : statif  
  - idá «manger» → idábε « être mangé»
  - idibua « ouvrir » → idibuabε « être ouvert »

- -am- : statif reflexif
  - ibumε «  tourner ventre contre terre» → ibumama « se tourner ventre contre terre»
  - idibua « ouvrir » → idibuama « trouver ouvert »

- -an- : directif, statif
  - itála « regarder » → itálanè « se regarder (mutuellement) »
  - ibiya « connaître, savoir » → ibiyanε « se connaître (mutuellement), être connu »

- -iy- : causatif
  - puma « sortir » → pumiyε « faire sortir »

- -u- : réversif
  - pumba « jeter » → pumbua « ressusciter »
  - ipátε « accrocher » → ipátua « décrocher »

- -ea : applicatif 
  - ilinganea « plaider pour »

- -ea : intransitif
  - ipumbea « se perdre »

- -ea : reflexif
  - idiba « fermer » → idibanea « se fermer »

L'applicatif qui existe en duala et en lingala semble avoir disparu dans les langues ndowè.

## Conjugaison
Dans tout ce qui suivra nous noterons la langue nôhô N., la langue bapuku P., la langue batanga stricto-sensu T., la langue Benga B. et la langue Iyasa I..

### Formes du verbes

#### Action complètement terminée
- a) N., T. et L. na míndi ida ; P.  i míndi  ja « J’ai fini de manger ».

#### Accomplissement parfait (l’action s’est achevée dans le passé)
- b) N. et T. et L. na déindi ; P. i jéndi  « j’ai mangé ».
- a) N. et T.et L. na jáindi na mada ; P.  i má já ndi «J’avais mangé ».

Narration (l’action a eu lieu dans le passé)
- a) N. ,T., L. mba bo dáha ; P. mba bo jáka « je mangeai »
- b) N. et L.et T. mba na dáha ; P. mba na jáka « je mangeai ».

#### Présent
- a) N. et L.et T. na tubwandi idá ; P. i tubwandi ijá  « je commence à manger ».
- b) N. et L.et T. na ndi idá ; P. i ndi ijá  « je suis en train de manger ».
- c) N. et L.et T. na dándi ; P. i jándi  « je mange ».
- e) N. et L.et T. na bi té na dáha ; P. i bi te i jáka  « je continue de  manger ».
- f) N. et L.et T. naha ndi ida ; P. na bei ja  « j’ai commencé à manger ».

#### Futur
- a) N. et L.et T. na landi ida ; P. i ka jándi  « je mangerai ou je vais manger». (ka est aussi auxiliaire du futur en égyptien antique)

### Principales formes modales des verbes
Infinitif
- N. ,T., L. idá ; P. ijá  « manger »

Indicatif (intemporel)
- à) itératif

N. ,T., L. na  dáha ; P. na jáka « je mangeais continuellement »
- b) verbe dans la relative

N. ,T., L. moto a dέhε ; P. moto a jásε « l’homme qui mange »
N.  moto wami á ma vέnɔ ; L. et T. moto amέ á vέnɔ; P. moto wamέ a vέsε « l’homme à qui je donne » 
Potentiel
- N. ,T., L. na ndi na daha ; P. i ndi i jaka « je peux manger »

Habituel
- N. ,T., L. na jandi idá ; P. i  jandi ijá « j’ai l’habitude de manger »

Conditionnel
- a) réel

N. ,T., L. na déi ngέ ; P. i jé ngέ « si je mange »
- b) irréel

N. ,T., L. na jai idá ; P. i jaki já  « si je mangeais »
Concession
- a) réel

N. ,T., L. tɔmbété na dálε; P. tɔmbété i jalέ « si je mange »
N. ,T., L. na dálέ té; P. i jálέ té « si je mange »
- b) irréel

N. ,T., L. tɔmbéte na jai idá ; P. tɔmbété i jaki já  « si je mangeais »
Optatif
N. ,T., L. na dáe ; P. i jáse B. i jáke  « que je mange »
Impératif
N. ,T., L. dáhá ; P. et  B. jáká « mange »

#### Formes verbales négatives
Négation avec hí (ton haut)
- a) présent
  - N.  na hí ma da ; L. et T. ná dá ; P.  ná jáká  «  je ne mange pas »
- b)   Parfait
  - N., L. et T. ná déi ; P.  ná  bo já ou ná já « je n’ai pas mangé »
  - N.  ná hí déi te ;L. et T. ná hi ma dá té ; P.  náhá jé té  « je n’ai pas encore mangé »

Négation par hi (ton bas)
- N., L. et T. na hi dé P. na hi jé (moi n’ayant pas mangé)

Négation par itíwε
- N., L. et T. na itíwε na dáha; P.  na itíwε na jáka  « je ne peux pas mangé »

Négation par ibέwέ
- N.,L., T., P.,Ibέwέ ijá « sans avoir mangé »

Prohibitif
- N., L. et T. ná dáhá ; P.  ná jáká « je ne dois pas manger »

### Les nombres
| 1. -yɔkɔ́/yɔ'ɔ | 6. ntόbá                    | 11. jόmu na jɔ́kɔ́       |
| 2. -ba        | 7. ntόbá na -ɔ́kɔ́ ou εmbwεdi | 12. jom na béba        |
| 3. -lálo      | 8. lɔmbi                    | 20 mabό ma ba          |
| 4. –naí       | 9. Dibuá                    | 30 mabό ma lálo        |
| 5. –tánu      | 10. Jόmu                    | 100 ébwéa; 1000 tɔ́jέni |

## Le Batanga et les langues voisines

### Le Benga et le Pongwè
Le benga du fait de son voisinage avec le pongwè s’est écarté sur certains point du reste des langues bomba. Le préfixe « M-» de la 1re classe nominale est muté en « U-» qui est propre aux langues myénés confère le tableau ci-dessous et le « l » est souvent transformé en « r». Ainsi nlési (riz) est transformé en urési (riz).
| ndowe    | benga    | pongwè   | français                          |
| -------- | -------- | -------- | --------------------------------- |
| ntángáni | otángáni | otángáni | européen                          |
| nlési    | olési    | orési    | ris (qui vient de l’anglais rice) |
| mpángíyi | upángíyi |          | le seigneur                       |
| edídi    | ilina    | ilina    | esprit                            |
| mpόlo    | upόlo    |          | riche ou roi                      |
| ntόba    | utόba    |          | six                               |
| numbu    | udumbu   |          | bouche                            |
| epédi    | egόmbe   |          | temps                             |

### Le tanga et le limba
Le tanga langue ndowè parlée sur les rives de l’embouchure du Nyong, du fait du voisinage avec le Malimba et du Duala ou par l’évangélisation de l’église évangélique aurait emprunté les mots suivants : 
| ndowe    | lohongè  | ntanga  | balimba | duala   | français   |
| -------- | -------- | ------- | ------- | ------- | ---------- |
| ngangwε  | ngangwε  | mbulédi | ngango  | mbulédi | parapluie  |
| nyόkwedi | nyόkwedi | mulêdi  | mulêdi  | mulêdi  | enseignant |
| sukúlu   | sukúlu   | esukúlu | esukúlu | esukúlu | école      |

Le tanga  a la particularité d’aspirer plus fortement le « h » que les autres langues ndowè exactement comme en malimba.
Quand un verbe est terminé par la désinence « -ua »  comme « dangua (marcher) », « langua (parler)»  le tanga forme le parfait en remplaçant « -ua » par la désinence « -όi » au lieu de « -ui » comme dans les autres langues ndowè. Exemple : « na dangόi ndi » au lieu de « na dangui ndi » (j’ai marche). Cette particularité serait une influence due au limba. En limba on dit : « na dangόi » et en duala « na dangό ».  
Le tanga a d’autres mots en commun avec le limba qui n’existent pas dans d’autres langues ndowè ; exemple : « pĭ » pour tranquillité, « tang » pour important, « dɔ́la » pour la pièce de cinq francs prononcée avec la consonne occlusive bilabiale « d » comme en français au lieu du « d » implosif commun au ndowè. Les occlusives « d » et « b » telles qu’elles sont articulées en français n’existent pas dans les langues ndowè, d’où le martyre que font subir les instituteurs allogènes aux élèves batanga pour les contraindre à bien prononcer ces consonnes qui n’existent pas dans leur langue.

### Le Lohonge et le Tanga
Le lohongè, langue ndowè parlée sur les rives de l’embouchure de la lokoundje et le tanga langue parlée à l’embouchure du Nyong , à l’exception d’emprunt faits par le tanga au limba, ne diffèrerait que sur les mots suivants :
| lohongè          | ntanga       | français                                                                                    |
| ---------------- | ------------ | ------------------------------------------------------------------------------------------- |
| yangá            | pέnjε        | brousse (en ewodi on dit aussi « yangá » pour dire brousse, en bakoko pέέ signifie brousse) |
| epúpúdú          | epúduhú      | la fosse                                                                                    |
| mabɔdɔ /ntɔntɔbu | ntɔntɔbu     | la boue                                                                                     |
| mbɔngí           | divíɔ        | le balai díɔ en limba                                                                       |
| kwédí            | duwá         | le deuil liwá en lingala, duwa en benga                                                     |
| inyɔpɔlɔ         | Itɔmbɔ       | éplucher                                                                                    |
| mwáho            | mbwa         | Matin en benga ubwa                                                                         |
| sɔ́si             | cɔ́ci et sɔ́si | église (church en anglais)                                                                  |
| iangwa futbôlu   | ijoa bôlu    | jouer au football                                                                           |
| sɔ́               | hɔ́           | donc (conclusion)                                                                           |

Les Ewodis appellent leur pays Nkόndo. Nkόndo est un lieu sacré dans le fleuve Lokoundje vers l’embouchure.

### Le Noho, le Lohonge et le Tanga
Le noho langue des banoho, le lohongè et le tanga sont directement inter-compréhensibles et semblent être des langues intermédiaires entre le puku-benga et le limba-duala. Les différences  entre noho, lohongè et tanga sont les suivantes :
| nôhô           | puku            | lohongè           | tanga                | français                                   |
| -------------- | --------------- | ----------------- | -------------------- | ------------------------------------------ |
| kápí           | páyí            | páyí              | páyí                 | pagaie                                     |
| pwεtε          | kwεtε           | kwεtε             | kwεtε                | patate                                     |
| disό / pl máso | íso / pl. lόso  | íso/ pl. lόso     | íso/pl.lόso          | chique                                     |
| úve / pl. úve  | wé/pl. wé       | iwé/ pl. bejá     | Iwé/ pl. bejá        | poissons (idem en benga et en yoruba)      |
| véi            | véi             | yόvi              | yόvi                 | soleil                                     |
| duhu           | iyuhu           | ngenge            | ngenge               | ventre (njenje en balimba, njege en ewodi) |
| menyεlε        | mahέ            | mahánε            | mahánε               | terre, sable                               |
| títo           | títo            | títo              | nyama                | animal                                     |
| taba           | taba            | taba              | mbόdi                | chèvre                                     |
| kwedi          | kwedi           | kwedi             | duwá                 | la mort (idem en benga, liwá en lingala)   |
| ibí/ wubí      | ibí/lubí        | ibí/lubí          | ibí/lubí             | excréments                                 |
| ndíto/pl.bito  | muajό/pl.bajό   | mwáto/pl.báto     | mwáto/pl.báto        | femme (idem en pongo-songo)                |
| payε           | paya            | tátε ou teta      | tátε ou teta         | père                                       |
| vákε           | vasé en puku    | váyε              | váhè                 | demain (idem en benga)                     |
| nyɔ́tí          | ndɔ́tɔ́           | nyɔ́ti             | nyɔ́ti                | rève (idem en balimba)                     |
| ovéve          | ovelε           | ováni             | ováni                | où (owani en pongo, owέní en duala)        |
| inɔngɔ́         | ikόndό          | inɔngɔ́            | inôngô               | lit                                        |
| nέvε           | nálε            | náni              | náni                 | comment                                    |
| ivéla          | iléva/ivéla     | ivéla             | ivéla                | conseillé                                  |
| elόmbo         | elόmbo          | yεi               | yεi                  | truc (yii en balimba)                      |
| όtwε           | ohɔ́vɔ           | όto               | όto                  | là-bas                                     |
| mbendá         | mbendá          | iwondε            | iwondε iwonda en PS. |                                            |
| mbɔ́ / pl. mbɔ́  | mbwá / pl. mbwá | imbwá / pl. imbwá | imbwá/lombwá         | chien                                      |
| yongo          | ikό             | yongo             | yongo                | pieds                                      |
| inia           | inia            | inyangea          | inyangea             | piétiner                                   |
| viό/woyό       | viό/loyό        | iyόdo/loyόdo      | iyόdo/loyόdo         | rivière                                    |
| viόmbo         | viémbo          | viόmbo            | yόmbo                | chanson                                    |
| iyá            | iyá             | ihá               | ihá                  | faire                                      |
| iwɔ́ngɔ         | iwɔ́ngɔ          | iwɔ́ngɔ            | iόngoledε            | balayer                                    |
| mbɔngí         | mbɔngí          | mbɔngí            | divíɔ                |                                            |

La phrase « na hí ma da te » en noho signifie « je n’ai jamais eu à manger » alors qu’en Lohongè et en Tanga, elle veut dire « je n’ai pas encore mangé ces derniers instants ».

### Le Batanga et les langues voisines
Le tanga, le lohongè et le nôhô appellent le lit « inɔngɔ́ » alors le puku l’appelle « ikondo ». On peut remarquer que certains dialectes basa’a appelle le lit « nang » d’autres « ikondo ». Le mot « epôla» qui signifie espace entre deux banquettes d’une embarcation en ndowè veut simplement dire espace en basa’a entre deux objets ou deux personnes.
Les Mabea appellent les Balimba ,« Bɔjimbɔ » mot qui viendrait du Batanga « Balimba ».
Les batanga aurait emprunté certains mots au bulu par exemple : « esamsε » pour friperie, « nkadipɔ » qui vient de « nkatefɔ » pour catéchiste, « makuskus » pour vendeuse ambulante, « zeze » pour simple, « mfɔ́bú » pour commérages.

### «Faux amis» entre Bomba et Malimba-Duala
| batanga                                 | malimba / duala                                                                        |
| --------------------------------------- | -------------------------------------------------------------------------------------- |
| nyɔpínya (citron)                       | nyɔpínya (chaussette)                                                                  |
| pɔ́kε (grande cuvette)                   | pɔ́kε (Pots à excréments)                                                               |
| idimbea (Ignorer)                       | idimbea (oublier)                                                                      |
| pέmbέ (craie, pain)                     | pέmbέ (craie)                                                                          |
| nyama (gencive)                         | nyama (animal)                                                                         |
| ibánga (craindre)                       | ibánga (refuser)                                                                       |
| etombá (Pays)                           | tumbá (clan)                                                                           |
| mbeá (Marmite)                          | mbeá (Pipe)                                                                            |
| nnanga (Albinos)                        | munanga (teint clair)                                                                  |
| sísako (citronnelle)                    | sísako (peigne)                                                                        |
| itámbí (plante de pieds, huitre)        | etámbí (chaussure)                                                                     |
| mbamba (serpent)                        | mbamba (dévergondé)                                                                    |
| tongo (chambre)                         | tongo (source)                                                                         |
| iyόmbwε (souhaiter)                     | iyόmbwέhε (regretter)                                                                  |
| moto á nɔngí (l’homme qui a pris)       | moto nu nɔngí (l’homme qui a pris)                                                     |
| ndábo é kwédí (la maison qui est tombé) | ndábo ní kwédí (la maison qui est tombé)                                               |
| pɔ́kɔ́pɔkwε (vérité)                      | pɔ́kɔ́pɔkɔ (continuellement)                                                             |
| muanamwáto (garçon)                     | munámuto (mwanámwáto veut dire en batanga la fille de mwáto)                           |
| nyulu (les fesses)                      | munyuru (anus) pour dire anus en batanga « díɔ dá nyulu » c’est-à-dire œil des fesses. |

### «Faux amis» Bongwe et Duala
| bongwè             | duala                |
| ------------------ | -------------------- |
| ekɔbε (rencontrer) | kɔbɔ (trébucher)     |
| eímbwε (penser)    | jŏmbwέhέ (regretter) |

### «Faux amis» Bomba et Bongwe
| batanga                       | iyasa                                                                                         |
| ----------------------------- | --------------------------------------------------------------------------------------------- |
| iyόmbwε (souhaiter)           | eímbwε (penser)                                                                               |
| iémba (danser)                | eímba (chanter) mais dans les langues bomba, le mot chanson est traduit par viembo ou viombo. |
| iya bojija (être impertinent) | edyidea (craindre)                                                                            |

### Mots communs Bomba et Malimba inexistants en Douala
| bomba              | malimba   | douala   | français       |
| ------------------ | --------- | -------- | -------------- |
| evέlí              | ehέlí     | nyɔ́ngí   | envie          |
| ivεliεnε           | ihεlεhεnε | wεlisanε | supporter      |
| ŋébá               | muébá     | emunε    | vague          |
| ikúta              | ikúta     | isilo    | coup de poing  |
| eduwá              | eduwá     | bilá     | bagarre/guerre |
| ihínya             | iyínya    | sanja    | uriner         |
| iyemba             | iyémba    | sá       | danser         |
| divíɔ en tánga     | díɔ       | dipapan  | balai          |
| iόngoledε en tánga | iόngoledε | papa     | balayer        |
| diyakwahuen tánga  | diyakwahu | sísako   | peigne         |

### Mots communs Bongwe et Duala inexistants en Bomba
| bongwè  | duala   | français    |
| ------- | ------- | ----------- |
| epɔndí  | dipɔndí | trou        |
| ebόka   | ebόko   | la cour     |
| ebolό   | ebolό   | le travail  |
| muní    | muní    | le doigt    |
| ebεbε   | dibεbε  | la cuisse   |
| edué    | edué    | les hanches |
| nyama   | nyama   | viande      |
| kɔ́tɔ́    | kɔ́tɔ́    | barrière    |
| makandé | makandí | les fesses  |
| eíma    | yόma    | un truc     |

### Mots communs Bomba-Duala inexistants en Bongwe
| bomba                       | duala/malimba             |
| --------------------------- | ------------------------- |
| ipɔ (venir)                 | pɔ (venir)                |
| kɔ́ (escargot)               | kɔ́ (escargot)             |
| ibíya (savoir)              | ibíya (savoir)            |
| nání, Nέ (comment)          | nέní (comment)            |
| nlɔ́mbi (ver intestinal)     | mulɔ́mbi (vers intestinal) |
| isόpa (sucer)               | sόpa (sucer)              |
| dibobε (araignée)           | dibobε (araignée)         |
| ibuledε (détruire)          | bulεlε (détruire)         |
| isúbedε (boiter)            | itibεlε (boiter)          |
| iwámiyε (se hâter)          | wámsè (se hater)          |
| boála (faiblesse)           | boála (boala)             |
| iyanga (côtiser)            | sanga (cotiser)           |
| mpémbá (nez)                | mpembá (nez)              |
| epεyi (partie)              | epasi (partie)            |
| itόmba (passer)             | tόmba (passer)            |
| mbúwa (le derrière)         | mbúsa (le derrière)       |
| idípa (frapper)             | idípa (frapper)           |
| diyakwahu (peigne)          | diyakwahu (peigne)        |
| ebabadi (douleur)           | ebabadi (douleur)         |
| ikwέhε (fermer)             | kwésε (fermer)            |
| ibɔ́tɔ (s’habiller)          | ibɔ́tɔ (s’habiller)        |
| imaya (finir)               | imεyε (finir)             |
| bohό (face)                 | bosό (face)               |
| idímbea (ignorer)           | idímbea (oublier)         |
| ibánga (craindre)           | bánga (refuser)           |
| díɔ (œil)                   | dísɔ (œil)                |
| edímo (fantôme)             | edímo (fantome)           |
| ngɔmbε (varan)              | ngɔmbε (varan)            |
| ebɔ́du (menton)              | ebɔ́du (menton)            |
| ilunga (maigrir)            | ilunga (maigrir)          |
| bokangá, bohangá (poitrine) | boangá (poitrine)         |
| mbémbé (pleurs)             | mbémbé (pleurs)           |

### Faux amis entre bongwè et Bomba
| banôhô          | iyasa                                                                                         |
| --------------- | --------------------------------------------------------------------------------------------- |
| iveka (goûter)  | eveka (reconnaître)                                                                           |
| iyémba (danser) | eímba (chanter) mais dans les langues bomba, le mot chanson est traduit par viémbo ou viόmbo. |

### Mots créant la divergence entre Bongwe et Bomba
| Bomba                                                      | Bongwè             | Français                                |
| ---------------------------------------------------------- | ------------------ | --------------------------------------- |
| ipúma                                                      | ekúdwε             | sortir                                  |
| vákε en nôhô                                               | kolo               | hier                                    |
| eyadό                                                      | ebolό              | travail                                 |
| buhwá                                                      | diόba              | jour                                    |
| ipɔ                                                        | epába              | venir                                   |
| ipenju                                                     | munɔ́               | doigt                                   |
| kɔ́                                                         | mutobá             | escargot                                |
| yinɔ́                                                       | ebɔ́                | main                                    |
| ibíya                                                      | epulε              | savoir                                  |
| ivénga                                                     | evúsè              | attendre                                |
| nání en lohongέ et tánga nè, nèvè en Banoho nalè en Bapuhu | diε                | comment                                 |
| ilɔ́ngɔ                                                     | eímba              | chanter                                 |
| nlɔ́mbí                                                     | masɔ́ngɔ́lɔ́di        | ver intestinal                          |
| ikila                                                      | isíngila           | frotter                                 |
| diboa                                                      | ebεbε              | cuisse                                  |
| mbamba                                                     | nyɔ́                | serpent                                 |
| dibobε                                                     | ikásáká            | araignée                                |
| itúbwa                                                     | eέlε               | commencer                               |
| isόpa                                                      | ivíva              | sucer                                   |
| mpόpa                                                      | mweya              | queue                                   |
| ibuledε                                                    | epukwè             | détruire                                |
| iyingila                                                   | ebwásama           | se retourner                            |
| ehená                                                      | edué               | les hanches                             |
| ebáko, ebáha                                               | ilápá              | morceau (de bâton de manioc)            |
| isúbedε                                                    | eénga              | boiter                                  |
| ilepana                                                    | esosiε             | embrasser                               |
| ipepa                                                      | eputa              | chasser                                 |
| iwámiε                                                     | esá evόla          | se presser de                           |
| háká                                                       | itúma              | couteau                                 |
| ekala                                                      | ebungu             | natte à coucher                         |
| diyɔngɔ́                                                    | etsεndi            | lance                                   |
| iyɔngɔnedε                                                 | eímbwε             | penser                                  |
| ijengiε                                                    | epáriè             | déranger                                |
| inɔngɔ                                                     | einga              | prendre                                 |
| boála                                                      | idε                | faiblesse                               |
| nkálo                                                      | molapo             | la langue parlée                        |
| iyόkoledε                                                  | etákiyε            | suivre attentivement                    |
| ná buhwá                                                   | die diόba, die kpa | jamais                                  |
| mpémbá                                                     | diόy               | nez                                     |
| ivέ                                                        | evinyε, etá        | Salaire                                 |
| itámbí                                                     | ikόsɔ              | Plante de pieds                         |
| epεyi                                                      | mbaa, alí          | partie                                  |
| itόmba                                                     | idola              | passer                                  |
| mbúwa                                                      | singa              | le derrière                             |
| hangánε                                                    | téma               | milieu                                  |
| idípa                                                      | edoka              | battre                                  |
| diyakwahu                                                  | mbasa              | peigne                                  |
| bwámu                                                      | sa                 | bien, beau                              |
| mbana                                                      | epɔndí             | trou                                    |
| iyόnga                                                     | evítε              | poursuivre                              |
| díε                                                        | diόnga kula        | cherté                                  |
| ipôhô                                                      | epɔnɔ              | choisir                                 |
| ebabadi                                                    | so                 | douleur                                 |
| ibɔtɔ                                                      | edá                | s’habiller                              |
| mbeyí                                                      | mutea              | clair de teint                          |
| imaha                                                      | eiyε               | finir                                   |
| bohό                                                       | mondόngo           | la figure                               |
| idímbea                                                    | ekáta              | oublier                                 |
| nyama                                                      | behuni             | gencives                                |
| ibánga                                                     | enyɔ, edyidea      | craindre                                |
| mekáho                                                     | kɔ́tɔ́               | barrière                                |
| mahánε                                                     | tsέlέ              | sable                                   |
| ndímo                                                      | mokúku             | fantome                                 |
| iyɔyi                                                      | eyεi               | avarice                                 |
| ikúwa                                                      |                    | s’éclater (sac)                         |
| ngɔmbε                                                     | mongakό            | varan                                   |
| iyɔ́dɔ                                                      | ebόnga             | durcir                                  |
| ebɔ́du                                                      | ebεbεku            | menton                                  |
| ilέkε                                                      | etόsama            | surnager                                |
| eyohwá                                                     | evínyá             | secret murmuré                          |
| inôngô                                                     | ebɔmbɔ             | prendre                                 |
| ilunga                                                     | ekwánia            | maigrir                                 |
| dibɔkúbɔ́hu                                                 | mbobɔ́              | fontanelle                              |
| bokangá, boangá                                            | ngonga             | poitrine                                |
| mbémbé                                                     | duwé               | pleurs                                  |
| ilόndihè                                                   | etímiε             | remplir                                 |
| itála                                                      | etɔ́                | regarder                                |
| ka                                                         | enε, tsa, nga      | comme                                   |
| inɔngɔ́                                                     | einga              | prendre                                 |
| ivéledε                                                    | eléviε             | montrer                                 |
| όto, όtwè                                                  | esáo               | là-bas                                  |
| ibemba                                                     | edinga             | durer                                   |
| ɳ'nyulu                                                    | makandé            | les fesses                              |
| díhɔ dá ɳ'nyulu                                            | isekídí            | l’anus                                  |
| ikamidε/ iyéméa                                            | emεmε              | accepter                                |
| éhádi                                                      | esésédí            | acte, agissement                        |
| épédi                                                      | ehinjé             | temps                                   |
| oyíε                                                       | oyíε, àsá          | interjection de dérision                |
| ibanganedε                                                 | elénjiε            | oublier                                 |
| ijénga/itua                                                | elengama           | souffrir                                |
| bwámu                                                      | sa                 | bien                                    |
| iyόkwana                                                   |                    | se moquer en imitant                    |
| impεmbεnε                                                  | epεtεnε            | concurrencer                            |
| ipεdεnε                                                    | epetiε             | être contagieuse                        |
| ikátima                                                    | esisibwana         | s’effrayer                              |
|                                                            | eálá               |                                         |
| iyέlíέnε                                                   | esɔ́ngɔ́lɔnɔ         | se traverser sans se croiser            |
|                                                            | ikɔ́                |                                         |
|                                                            | mwalo              |                                         |
| iyemba                                                     | eveka              | reconnaitre                             |
| tepε                                                       | tɔ́                 | aussi                                   |
| ndεmbέ                                                     | modimí             | petit frère ou petite sœur de même sexe |
|                                                            | ivomu              |                                         |
| tâ                                                         | bote               | d’abords                                |
| bohɔ́mbi                                                    | mbevi              | partie de pêche bredouille              |
| ípε                                                        | injε               | si                                      |
| iɔ́tɔ                                                       | epaha, eôtô        | décrocher du sol                        |
| _______                                                    | ndoko              | ne…pas                                  |
| ibonganea                                                  | ekɔbɔ              | renccontrer                             |
| hwé                                                        | wéyi               | poisson                                 |
| ɳ'ditò                                                     | mwàdò              | femme                                   |
| Na hi ma la                                                | Na bé tchètchè     | Je ne pars pas                          |
| ivèhè                                                      | étâ                | donner                                  |
| idiya                                                      | élika              | laisser                                 |
| masâ                                                       | mahongo            | safour                                  |
| ɳ'hu'u                                                     | mosuku             | sauce à la pulpe de noix de palme       |
| nè/nèvè/nalè                                               | diè/dia            | comment                                 |

## Lexique
- Exemples : Liste Swadesh du batanga

| Mot                 | Traduction     |
| ------------------- | -------------- |
| terre               | Vahe           |
| ciel                | loba           |
| eau                 | Madiba, miba   |
| feu                 | veya           |
| homme (être humain) | moto           |
| homme               | momo           |
| femme               | mwǎto en tánga |
| manger              | Ida            |
| boire               | iniôto         |
| grand               | -nɛ́nɛ          |
| petit               | -adi           |
| nuit                | bulú           |
| jour                | buhwa          |

Festival Batanga
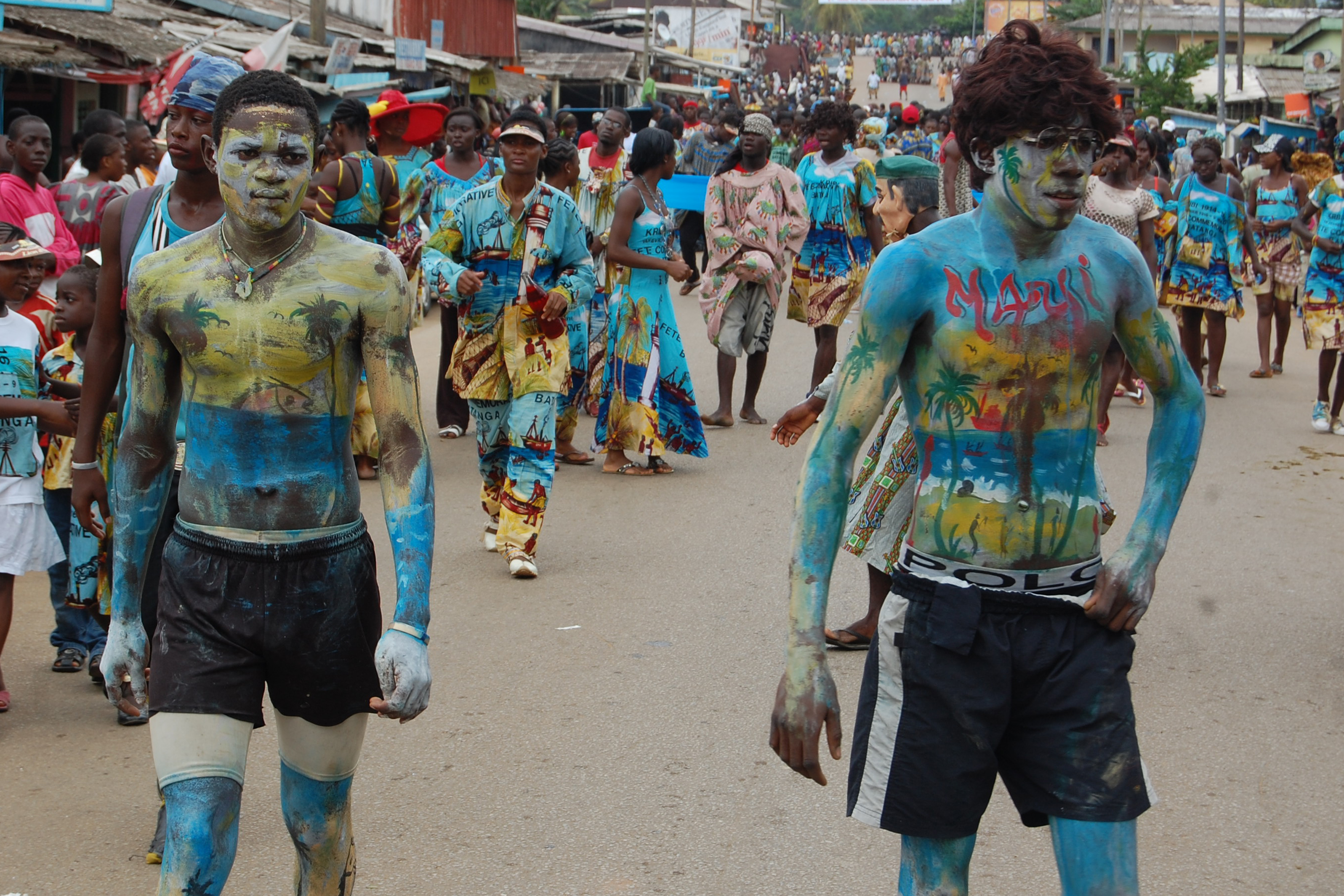
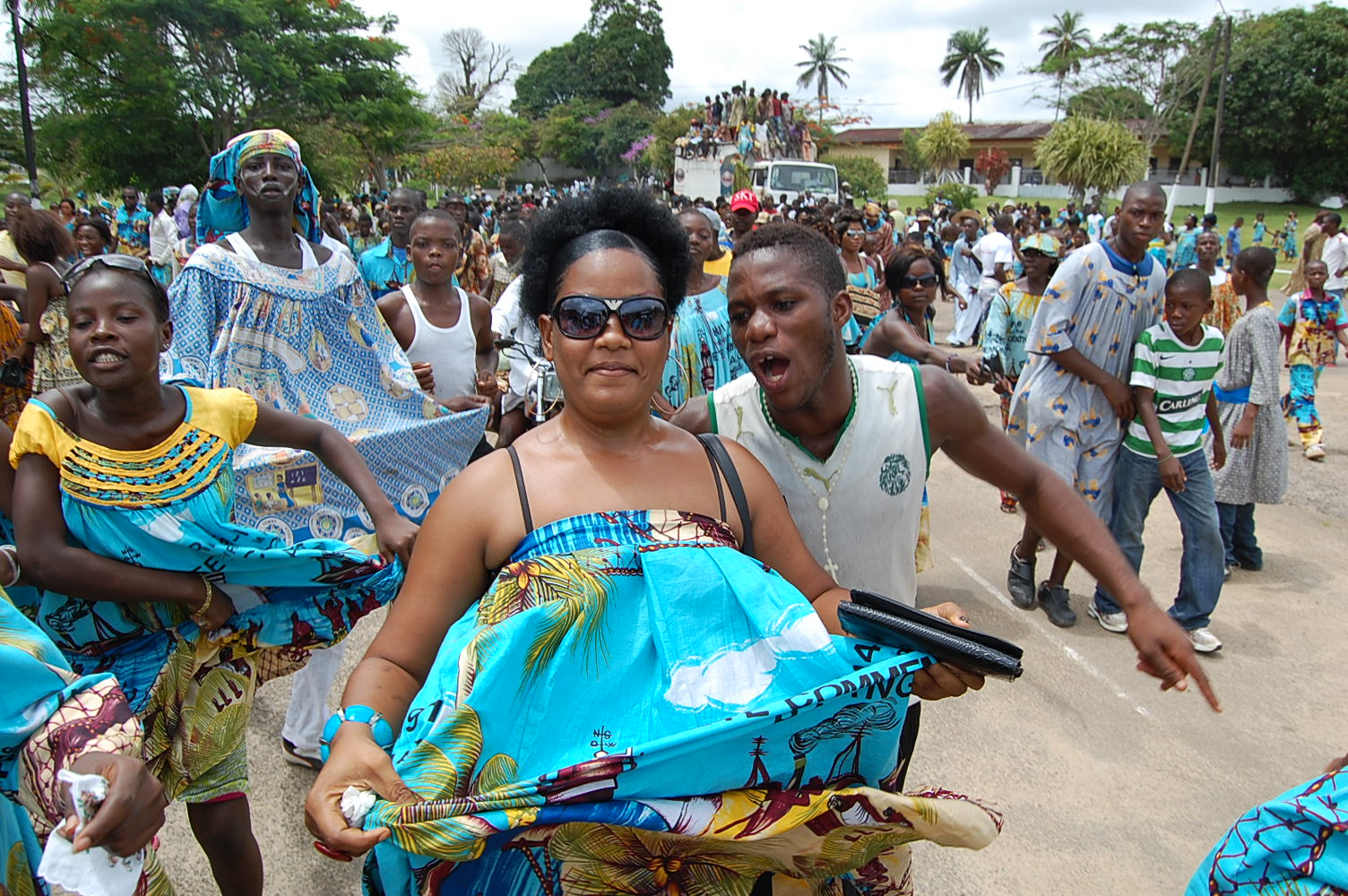
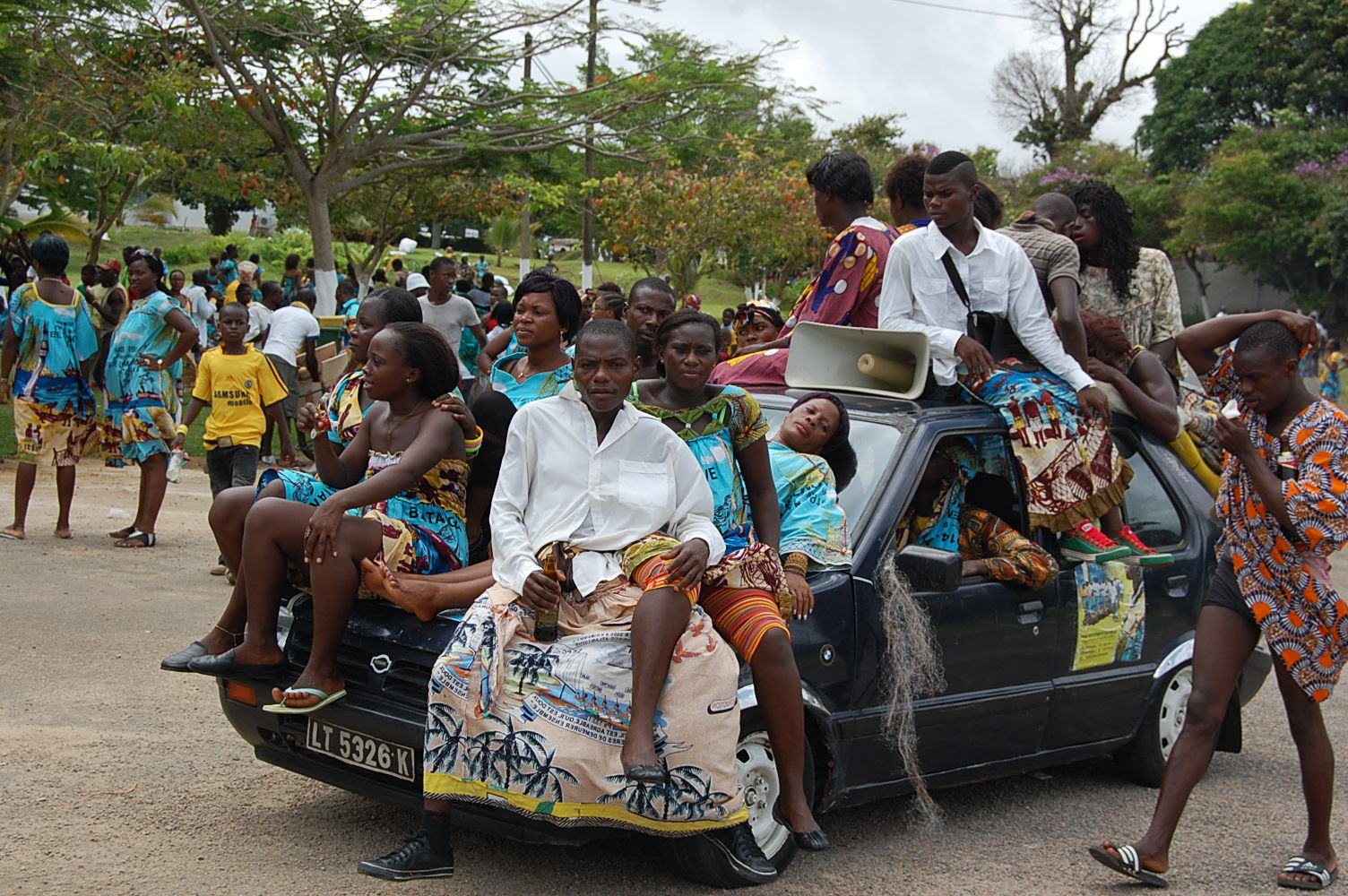
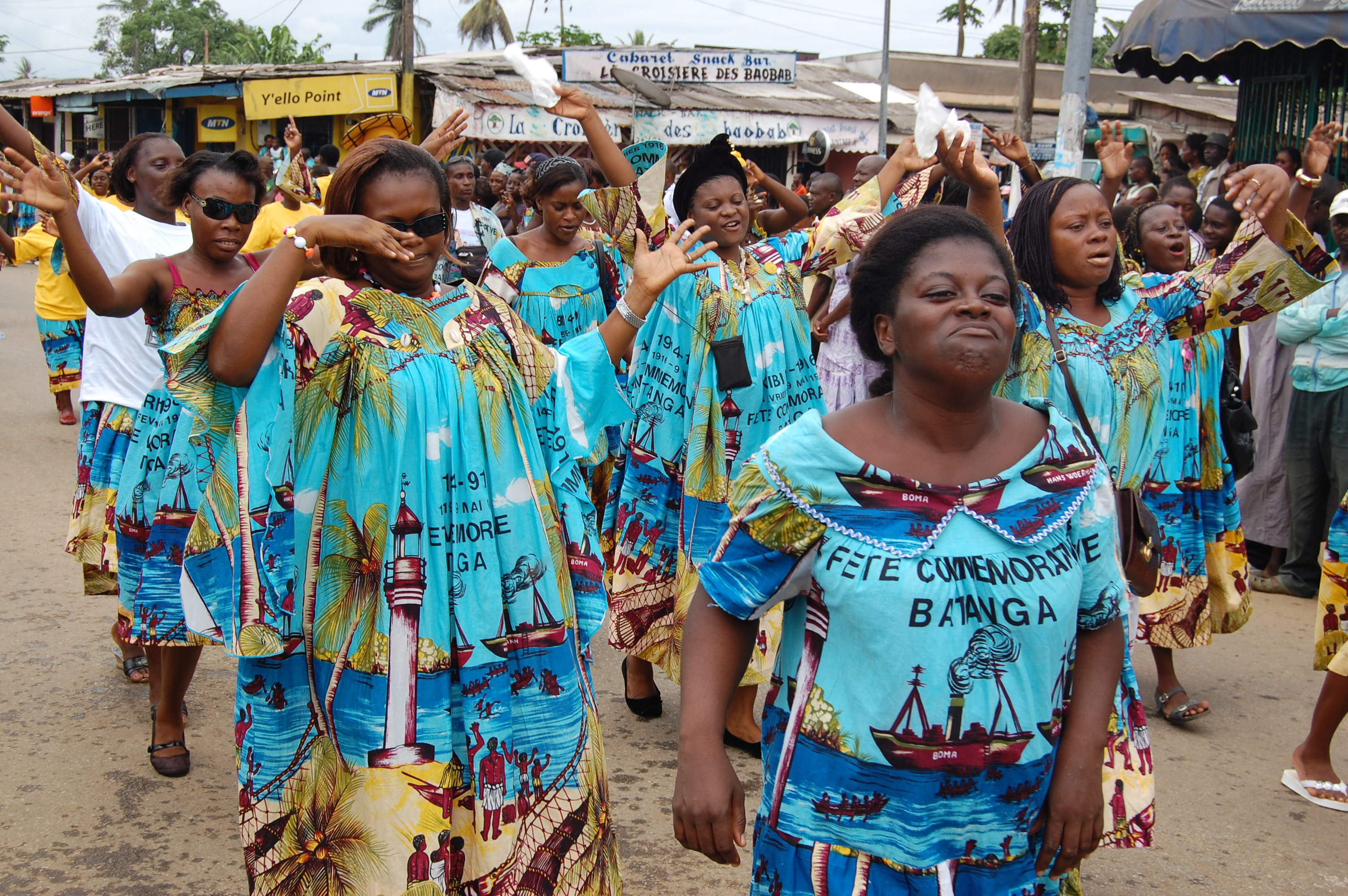